# 哈密玛曼苏
哈密玛·曼苏，马来西亚政治人物，国阵巫统党员，曾经于2008年至2018年担任柔佛州议会本那哇州议员。

## 政治生涯
2008年大选，代表国阵巫统参加并赢得柔佛州议会本那哇州席。